# 22 febbraio
Il 22 febbraio è il 53º giorno del calendario gregoriano. Mancano 312 giorni alla fine dell'anno (313 negli anni bisestili).

## Eventi
- 705 – Abdicazione dell'imperatrice cinese Wu Zetian
- 1281 – Elezione di papa Martino IV
- 1288 – Consacrazione di papa Niccolò IV
- 1371 – Roberto II diventa re di Scozia, dando inizio alla dinastia Stuart, che otterrà la corona inglese con Giacomo I nel XVII secolo
- 1495 – Re Carlo VIII di Francia entra a Napoli reclamandone il dominio
- 1503 – Battaglia di Ruvo fra spagnoli e francesi avvenuta presso Ruvo di Puglia
- 1722 – Al King's Theatre di Londra debutta il Griselda, opera seria di Giovanni Bononcini su libretto di Paolo Antonio Rolli
- 1847 – Guerra messico-statunitense: nella battaglia di Buena Vista 5000 soldati statunitensi sconfiggono 15000 messicani
- 1848 – In Francia scoppia la rivoluzione contro re Luigi Filippo che darà vita alla Seconda Repubblica francese
- 1862 – Jefferson Davis e Alexander Stephens si insediano ufficialmente quali presidente e vicepresidente degli Stati Confederati d'America
- 1931 – A Castellammare di Stabia viene varata la Amerigo Vespucci, tuttora in servizio e utilizzata per l'addestramento degli allievi dell'Accademia Navale di Livorno
- 1943 – I membri della Rosa Bianca vengono "processati" e giustiziati dal Volksgerichtshof
- 1979 – L'isola di Saint Lucia ottiene l'indipendenza dal Regno Unito
- 1980
  - La Nazionale statunitense di hockey su ghiaccio sconfigge a sorpresa la squadra dell'Unione Sovietica alle Olimpiadi invernali di Lake Placid, nell'incontro noto come Miracolo sul ghiaccio
  - Viene assassinato nella sua casa a Roma lo studente diciannovenne Valerio Verbano militante di Autonomia Operaia. Gli autori dell'omicidio, riconosciuto come di matrice neofascista, non verranno mai identificati
- 1981 – A Shinjuku (Tokyo) si svolge un evento promozionale per l'uscita del film Mobile Suit Gundam I che si trasforma inaspettatamente in un enorme raduno di fan, durante il quale viene proclamata in pubblico la Dichiarazione del nuovo secolo dell'animazione (アニメ新世紀宣言?, Anime shin seiki sengen)[1][2]
- 1993 – Il gruppo musicale britannico Radiohead pubblica il proprio album di debutto Pablo Honey
- 1994 – Aldrich Ames e sua moglie vengono accusati dal Dipartimento della giustizia degli Stati Uniti di aver spiato per l'Unione Sovietica
- 1997 – A Roslin (Scozia) scienziati annunciano il successo della prima clonazione di un mammifero da cellule di un individuo adulto, la Pecora Dolly
- 2001 – Il Tribunale penale internazionale per l'ex-Jugoslavia, per la prima volta, riconosce lo stupro di guerra come crimine contro l'umanità
- 2017 – La NASA comunica la scoperta di un sistema solare simile al nostro distante circa 39 anni luce
- 2018 – Slovacchia: la 'Ndrangheta uccide il giornalista slovacco Ján Kuciak e la sua compagna; Kuciak aveva sostenuto nel suo ultimo scritto, pubblicato postumo, l'esistenza di rapporti tra la 'Ndrangheta calabrese e alcuni membri del governo Fico[3] Pochi giorni dopo il governo Fico III sarà costretto alle dimissioni.[3][4][5]
- 2021
  - L'ambasciatore italiano Luca Attanasio e il carabiniere Vittorio Iacovacci rimangono uccisi in un assalto a un convoglio del Programma alimentare mondiale sulla strada tra Goma e Rutshuru nella Repubblica Democratica del Congo[6]
  - Il gruppo musicale francese Daft Punk annuncia il proprio scioglimento attraverso un videomessaggio intitolato Epilogue in cui spiegano di avere «bottoni per l'autodistruzione»[7]

## Nati
Ci sono circa 1 310 voci su persone nate il 22 febbraio; vedi la pagina Nati il 22 febbraio per un elenco descrittivo o la categoria Nati il 22 febbraio per un indice alfabetico.

## Morti
Ci sono circa 570 voci su persone morte il 22 febbraio; vedi la pagina Morti il 22 febbraio per un elenco descrittivo o la categoria Morti il 22 febbraio per un indice alfabetico.

## Feste e ricorrenze

### Civili
Internazionali:
- World Thinking Day – festa mondiale dello scautismo e del guidismo, nel giorno della nascita del fondatore Robert Baden-Powell e di Olave Baden-Powell, Capo Guida del Mondo

Nazionali:
- Saint Lucia – Festa nazionale (indipendenza, 1979)

### Religiose
Cristianesimo:
- Cattedra di San Pietro apostolo[8]
- Sant'Avilio di Alessandria, patriarca
- Santa Margherita da Cortona, religiosa
- San Massimiano di Ravenna, arcivescovo
- Santi nove fratelli di Kola, martiri georgiani (Chiese di rito orientale)
- San Papia di Ierapoli, vescovo
- San Pascasio di Vienne, vescovo
- Beato Diego Carvalho, gesuita, martire
- Beata Isabella di Francia, principessa
- Beato Maometto Abdalla, mercedario
- Beata Émilie d'Oultremont (Maria di Gesù), fondatrice della Società di Maria Riparatrice

Islam:
- 2004 - Higri 1 Muhharam 1425

Religione romana antica e moderna:
- Caristia o Cara cognatio